# Pactum Lotharii
El Pactum Lotharii és un pacte celebrat el 23 de febrer del 840 entre la República de Venècia i l'Imperi Carolingi, durant els respectius governs de Pere Tradonico i Lotari I.
Aquest document va ser un dels primers actes que donen testimoni de la separació de la naixent Sereníssima i l'Imperi Romà d'Orient: per primera vegada el Dux, per iniciativa pròpia, va portar a terme en aquest moment, acords amb el món occidental. El pacte va ser d'un valor simbòlic, perquè de fet, va revalidar els acords ja assolits en el passat entre els dos imperis.
Es va tractar sobretot dels drets d'explotació del territori i de l'administració de justícia. Es va estabilitzar, per exemple, les normes que regulen el lliurament de rondaires que havien fet una incursió en territori venecià o de l'imperi franc i dels fugitius. Entre aquests termes, dos molt importants, per les seves conseqüències, van ser els relacionats amb el compromís mutu per a la defensa contra els eslaus i la prohibició de vendre cristians com a esclaus en terres paganes.
El Pactum és també un valuós document que permet conèixer amb precisió la zona de l'antic ducat de Venècia l'any 840. Van ser citades: Rialto, Olivolo, Murano, Malamocco, Albiola, Chioggia, Brondolo, Fossone, Loreo, Torcello, Burano, Cittanova, Caorle, Ammiana, Heraclia, Equilio, Grado i Cavarzere. Els límits coincideixen amb l'antic de les llacunes i en la part continental arribaven fins l'Abbazia di Sant'Ilario i l'àrea de l'antiga Altino.